# قصر ليو الأسباني نابولي
قصر ليو الأسباني هو قصر من طراز روكوكو أو قصر على الطراز الباروكي المتأخر في سانتيا روني في وسط نابولي . تشتهر بسلمها الرائع والفني.

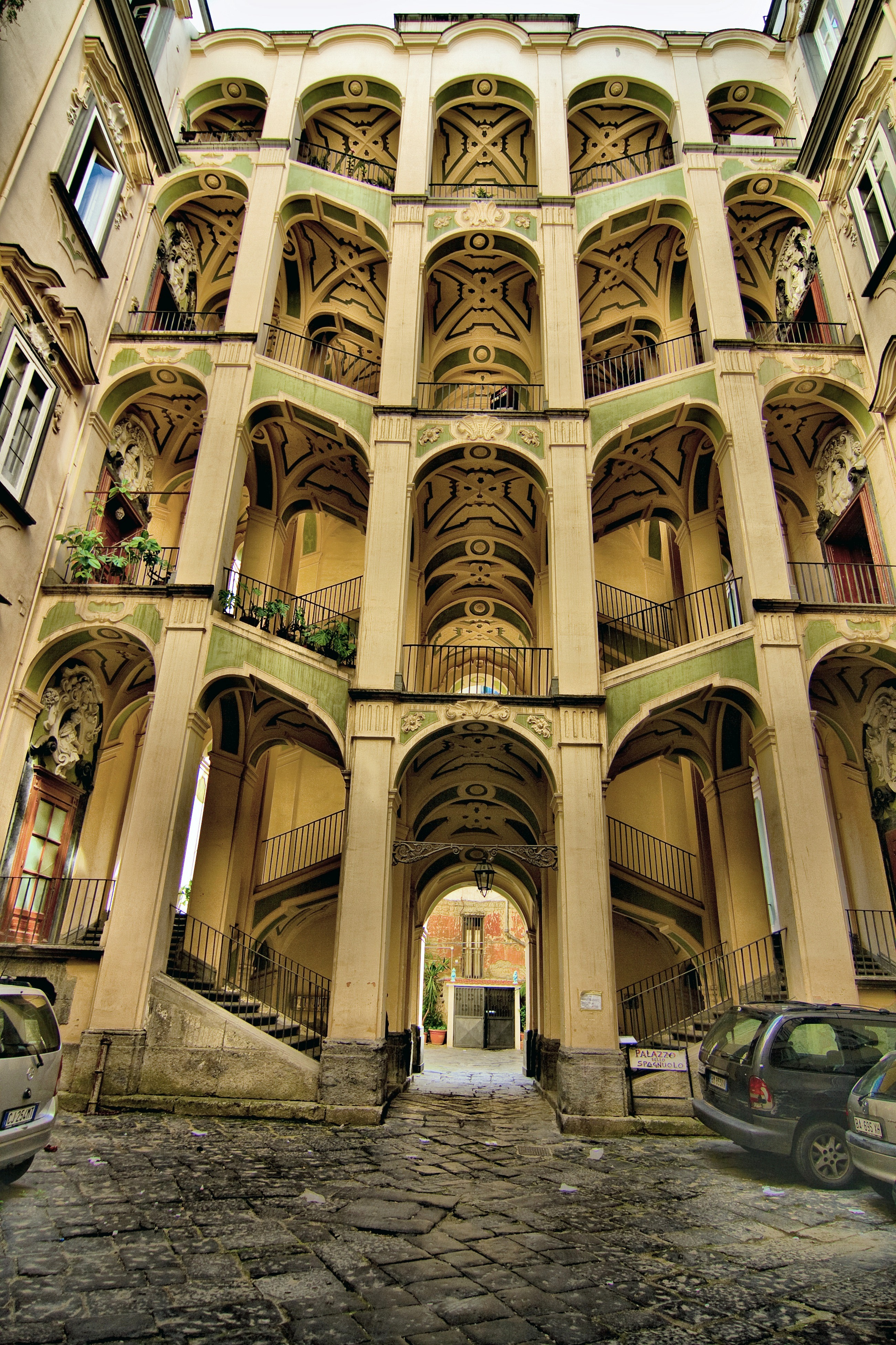
سلالم فناء قصر ديلو سباجنولو

## التاريخ

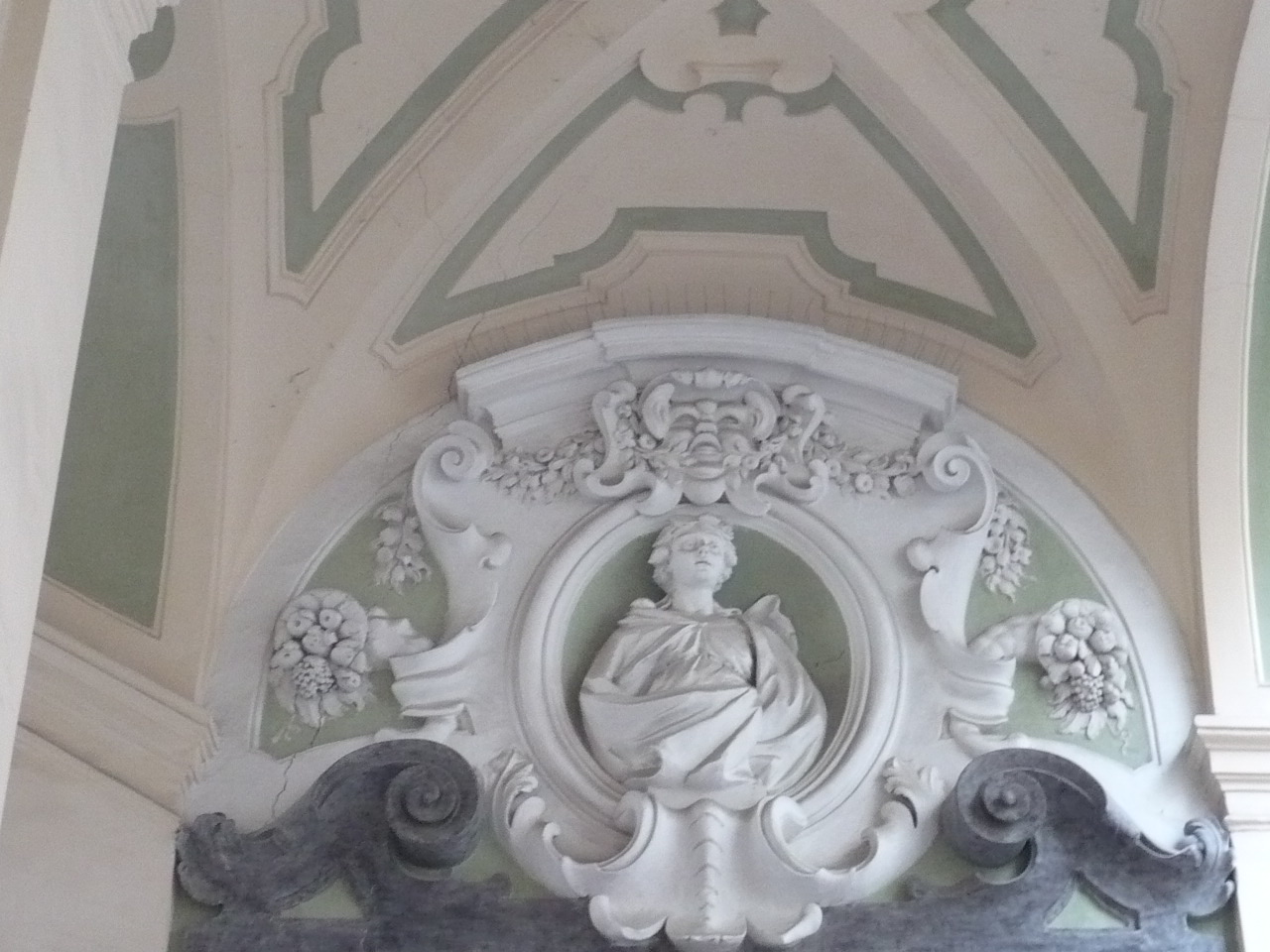
عمل الجص على الأبواب الداخلية.

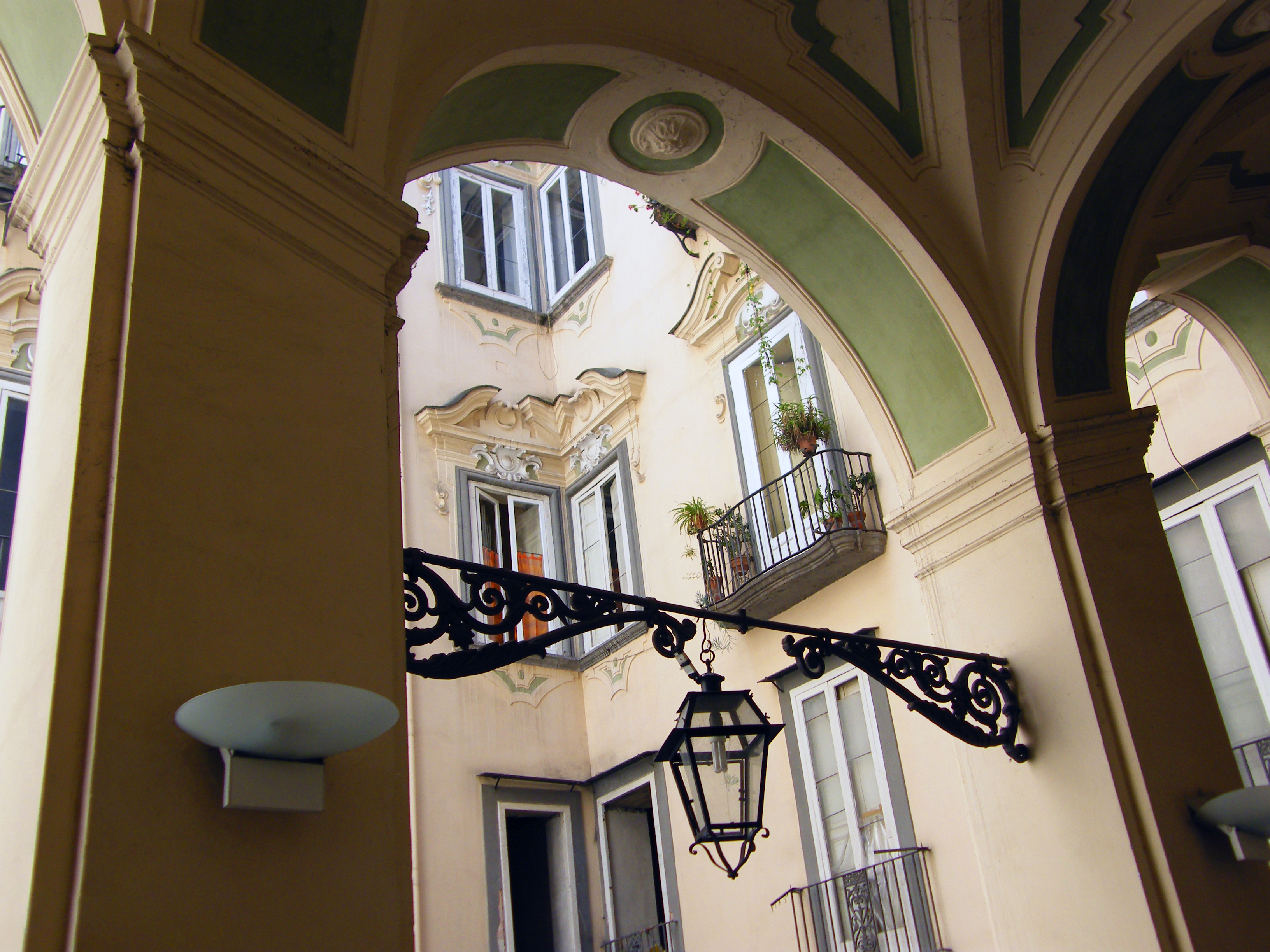
الطوابق الداخلية من القصر

أقيم القصر خلال عام 1738 ، بتكليف من ماركيز دي بوبانو ، نيكولا موسكاتي ، وينسب إلى المهندس المعماري فرديناندو سانفيليس . بمدخل إلى الفناء الداخلي علي شكل مثمن يؤدي إلى درج منحدر مزدوج.
تم تزيين الجزء الداخلي بإبداع علي يد أنيلو بريزوسو و باستخدام تصميمات من فرانسيسكو أتانسيو في عام 1742. وأضيف الطابق العلوي في نهاية القرن الثامن عشر. ، باعت العائلة شققًا في الطوابق الأرض في القرن التاسع عشر إلى توماسو أتينزا ، الملقب بـ لو (الإسباني) ، ومن هنا جاء اسم القصر.
لا تزال السلالم بأقواسها المعلقة تمنح هالة من العرض السينمائي الرائع، على الرغم من حالتها الحالية المتداعية.